# Hetepbakef
Hetepbakef (auch Hetepbaqef) ist eine Gottheit der ägyptischen Mythologie. Sein Name bedeutet „Der mit seinem Ölbaum zufrieden ist“ und identifiziert ihn als Baumgottheit, als dessen heilige Pflanze wohl Moringa peregrina anzusehen ist.
Außer seinem Namen ist von diesem Gott kaum etwas bekannt. Er wird lediglich in einer Liste memphitischer Götter im Tempel Sethos’ I. in Abydos genannt. Darüber hinaus existiert eine Statue des Gottes aus der Zeit Ramses’ II. Ihre Herkunft ist unbekannt.
Eine sehr ähnliche, etwas besser belegte Gottheit ist Cheribakef.